# Guavina (animal)
Guavina es un género de peces de río de la familia de los eleótridos.

## Especies
Existen las siguientes especies en este género:
- Guavina guavina (Valenciennes, 1837)
- Guavina micropus (Ginsburg, 1953)